# Список томів манґи «Hunter × Hunter»
Це список томів манґи «Hunter × Hunter», яку написала та проілюструвала Тоґаші Йошіхіро та уперше вона вийшла в журналі Weekly Shōnen Jump у березні 1998 року.
4 червня 1998 року вийшов перший том танкобону від видавництва «Shueisha».
У Північній Америці манґа отримала рейтинг 16+ та ліцензована «Viz Media». Перший том вийшов 5 квітня 2005 року. У Бразилії ліцензована «JBC» та публікується зі січня 2008 року.
Станом на жовтень 2024 року серія має 38 томів (400 розділів).

## Список томів
| - 001. «День відплиття» (яп. 出発の日, Shuppatsu no Hi, англ. The Day of Departure) - 002. «Зустріч під час шторму» (яп. 嵐の出会い, Arashi no Deai, англ. An Encounter in the Storm) - 003. «Остаточний вибір» (яп. 究極の選択, Kyūkyoku no Sentaku, англ. The Ultimate Choice) - 004. «Кіріко: Чарівний звір» (яп. 魔獣 凶狸狐, Majū Kiriko, англ. Kiriko: Wicked Magical Vulpes) - 005. «Перше випробування починається. Частина 1» (яп. 第1次試験開始①, Dai Ichi-ji Shiken Kaishi (Ichi), англ. The First Phase Begins, Part 1) - 006. «Перше випробування починається. Частина 2» (яп. 第1次試験開始②, Dai Ichi-ji Shiken Kaishi (Ni), англ. The First Phase Begins, Part 2) - 007. «Кожному своє» (яп. それぞれの理由, Sorezore no Riyū, англ. Respective Reasons) - 008. «Інший ворог» (яп. もうひとつの敵, Mō Hitotsu no Teki, англ. The Other Enemy) | Назва тому: «День відплиття» (яп. 出発の日, Shuppatsu no Hi, англ. The Day of Departure) |

| - 009. «Боротьба в тумані» (яп. 霧の中の攻防, Kiri no Naka no Kōbō, англ. A Struggle in the Mist) - 010. «Дивне завдання» (яп. 意外な課題, Igai na Kadai, англ. An Unexpected Task) - 011. «Очевидний результат» (яп. 当然の結果, Tōzen no Kekka, англ. The Inevitable Outcome) - 012. «Візит президента» (яп. 会長参上, Kaichō Sanjō, англ. The Chairman Awaits) - 013. «Гра посеред ночі. Частина 1» (яп. 真夜中のゲーム①, Mayonaka no Gēmu (Ichi), англ. A Game at Midnight, Part 1) - 014. «Гра посеред ночі. Частина 2» (яп. 真夜中のゲーム②, Mayonaka no Gēmu (Ni), англ. A Game at Midnight, Part 2) - 015. «Шлях вирішений більшістю» (яп. 多数決の道, Tasūketsu no Michi, англ. The Path of Majority Rules) - 016. «Поява наглядача» (яп. 試練官登場, Shirenkan Tōjō, англ. Enter the Taskmasters) - 017. «Відчайдушний вибір» (яп. 不自由な2択, Fujiyū na Nitaku, англ. Desperate Choice) | Назва тому: «Боротьба в тумані» (яп. 霧の中の攻防, Kiri no Naka no Kōbō, англ. A Struggle in the Mist) На обкладинці: Гон з вудкою, портрети Курапіко та Леоріо. |

| - 018. «Два тузи в рукаві» (яп. 2つの切り札, Futatsu no Kirifuda, англ. The Two Aces in the Hole) - 019. «Пастка голосування» (яп. 多数決の罠, Tasūketsu no Wana, англ. The Trap of Majority Rules) - 020. «Час азартних ігор» (яп. ギャンブルタイム, Gyanburu Taimu, англ. Gambling Time) - 021. «Результат» (яп. 決着, Ketchaku, англ. Resolution) - 022. «Остання перепона» (яп. 最後の問題, Saigo no Mondai, англ. The Last Question) - 023. «Два ворога» (яп. 2人の敵, Futari no Teki, англ. Two Enemies) - 024. «Спеціальна підготовка» (яп. 特訓, Tokkun, англ. Crash Course) - 025. «Другий день» (яп. 2日目, Futsukame, англ. The Second Day) - 026. «Напередодні битви» (яп. 決戦前夜, Kessen Zen'ya, англ. The Night Before the Showdown) | Назва тому: «Результат» (яп. 決着, Ketchaku, англ. Resolution) На обкладинці: Гон на черепасі. |

| - 027. «Небезпечна ситуація» (яп. 一触即発, Isshoku Sokuhatsu, англ. A Volatile Situation) - 028. «Величезний борг» (яп. 大きな借り, Ōki na Kari, англ. A Huge Favor) - 029. «Випадок з Кіллуа» (яп. キルアの場合, Kirua no Baai, англ. Killua's Case) - 030. «Пастка» (яп. 蠢く罠, Ugomeku Wana, англ. The Slithering Trap) - 031. «Щоб врятуватися…» (яп. 九死に..., Kyūshi ni…, англ. By the Skin of Their Teeth…) - 032. «І фінальне випробування…?» (яп. 最終試験は...?, Saishū Shiken wa…?, англ. And the Final Test…?) - 033. «Початок фінального випробування» (яп. 最終試験開始!, Saishū Shiken Kaishi!, англ. The Final Test Begins!) - 034. «Перший пройшов!?» (яп. 合格第1号!?, Gōkaku Dai Ichi Gō!?, англ. The First Candidate Accepted!?) - 035. «Світло і темрява. Частина 1» (яп. 光と闇①, Hikari to Yami (Ichi), англ. Light and Darkness, Part 1) | Назва тому: «Кінець гри» (яп. 最終試験開始!, Saishū Shiken Kaishi!, англ. End Game) На обкладинці: Курапіко читає книгу на спині великого півня. |

| - 036. «Світло і темрява. Частина 2» (яп. 光と闇②, Hikari to Yami (Ni), англ. Light and Darkness, Part 2) - 037. «Світло і темрява. Частина 3» (яп. 光と闇③, Hikari to Yami (San, англ. Light and Darkness, Part 3) - 038. «Джин Фрікс» (яп. ジン=フリークス, Jin Furīkusu, англ. Ging Freecss) - 039. «Порушники» (яп. 侵入者, Shin'nyūsha, англ. Intruder)) - 040. «Сім'я Золдік. Частика 1» (яп. ゾルディック家①, Zorudikku Ke (Ichi), англ. The Zoldycks, Part 1) - 041. «Сім'я Золдік. Частика 1» (яп. ゾルディック家②, Zorudikku Ke (Ni), англ. The Zoldycks, Part 2) - 042. «Сім'я Золдік. Частика 1» (яп. ゾルディック家③, Zorudikku Ke (San), англ. The Zoldycks, Part 3) - 043. «Сім'я Золдік. Частика 1» (яп. ゾルディック家④, Zorudikku Ke (Yon), англ. The Zoldycks, Part 4) - 044. «Небесна арена» (яп. 天空闘技場, Tenkū Tōgijō, англ. The Heavens Arena) | Назва тому: «Джин Фрікс» (яп. ジン=フリークス, Jin Furīkusu, англ. Ging Freecss) На обкладинці: Леоріо на спині великого пса. |

| - 045. «Рен» (яп. レン, англ. Ren) - 046. «Нен» (яп. ネン, англ. Nen) - 047. «Невидима стіна» (яп. 見えない壁, Mienai Kabe, англ. The Invisible Wall) - 048. «Умови Хісоки» (яп. ヒソカの条件, Hisoka no Jōken, англ. Hisoka's Terms) - 049. «Битва починається!!» (яп. 戦闘開始!!, Sentō Kaishi!!, англ. The Battle Begins!!) - 050. «Дзецу» (яп. ゼツ, англ. Zetsu) - 051. «Тен» (яп. 点, англ. Ten) - 052. «Кастро» (яп. カストロ, Kasutoro, англ. Kastro) - 053. «Двійник» (яп. ダブル, Daburu, англ. Double) - 054. «Причина поразки» (яп. 敗因, Haiin, англ. Cause of Defeat) | Назва тому: «Умови Хісоки» (яп. ヒソカの条件, Hisoka no Jōken, англ. Hisoka's Terms) На обкладинці: Кіллуа на спині великого кота. |

| - 055. «Що з Хісокою…» (яп. ヒソカは..., Hisoka wa…, англ. As For Hisoka…) - 056. «Відновлення навчання» (яп. 修行再開, Shugyō Saikai, англ. Training Resumes) - 057. «Обіцянка» (яп. 約束, Yakusoku, англ. Promise) - 058. «Реванш» (яп. 再戦, Saisen, англ. Rematch) - 059. «Проходження іспиту» (яп. 及第, Kyūdai, англ. Making the Grade) - 060. «Пройдено» (яп. 合格, Gōkaku, англ. Passing the Exam) - 061. «Вирішальний бій» (яп. 決戦, Kessen, англ. Showdown) - 062. «Серйозність» (яп. 本気, Honki, англ. Like You Mean It) - 063. «Відтепер» (яп. これから, Kore Kara, англ. Next) | Назва тому: «Відтепер» (яп. これから, Kore Kara, англ. Nen Combatant) На обкладинці: Гон та Кіллуа, портрет Хісоки. |

| - 064. «Повернення додому» (яп. 帰郷, Kikyō, англ. Homecoming) - 065. «Про Джина» (яп. ジンについて, Jin ni Tsuite, англ. About Ging) - 066. «Касета» (яп. テープ, Tēpu, англ. The Tape) - 067. «Особняк колекціонера частин людського тіла. Частина 1» (яп. 人体収集家の館①, Jintai Shūshūka no Yakata (Ichi), англ. The Flesh Collector's Mansion: Part 1) - 068. «Особняк колекціонера частин людського тіла. Частина 1» (яп. 人体収集家の館②, Jintai Shūshūka no Yakata (Ni), англ. The Flesh Collector's Mansion: Part 2) - 069. «Острів Жадібність» (яп. グリードアイランド, Gurīdo Airando, англ. Greed Island) - 070. «У Йоркшир!» (яп. ヨークシンへ, Yōkushin e, англ. To Yorknew!) - 071. «Аукціон починається!!» (яп. オークション開催!!, Ōkushon Kaisai!!, англ. The Auction Begins!!) - 072. «1 вересня. Частина 1» (яп. 9月1日①, Kugatsu Tsuitachi (Ichi), англ. September 1st: Part 1) - 073. «1 вересня. Частина 2» (яп. 9月1日②, Kugatsu Tsuitachi (Ni), англ. September 1st: Part 2) | Назва тому: «Аукціон починається!!» (яп. オークション開催!!, Ōkushon Kaisai!!, англ. The Island) На обкладинці: Курапіко, портрет Куроро. |

| - 074. «1 вересня. Частина 3» (яп. 9月1日③, Kugatsu Tsuitachi (San), англ. September 1st: Part 3) - 075. «1 вересня. Частина 4» (яп. 9月1日④, Kugatsu Tsuitachi (Yon), англ. September 1st: Part 4) - 076. «1 вересня. Частина 5» (яп. 9月1日⑤, Kugatsu Tsuitachi (Go)}, англ. September 1st: Part 5) - 077. «1 вересня. Частина 6» (яп. 9月1日⑥, Kugatsu Tsuitachi (Roku), англ. September 1st: Part 6) - 078. «1 вересня. Частина 7» (яп. 9月1日⑦, Kugatsu Tsuitachi (Nana), англ. September 1st: Part 7) - 079. «2 вересня. Частина 1» (яп. 9月2日①, Kugatsu Futsuka (Ichi), англ. September 2st: Part 1) - 080. «2 вересня. Частина 2» (яп. 9月2日②, Kugatsu Futsuka (Ni), англ. September 2st: Part 2) - 081. «2 вересня. Частина 3» (яп. 9月2日③, Kugatsu Futsuka (San), англ. September 2st: Part 3) - 082. «2 вересня. Частина 4» (яп. 9月2日④, Kugatsu Futsuka (Yon), англ. September 2st: Part 4) - 083. «2 вересня. Частина 5» (яп. 9月2日⑤, Kugatsu Futsuka (Go), англ. September 2st: Part 5) | Назва тому: «1 вересня» (яп. 9月1日, Kugatsu Tsuitachi, англ. Shadow Beasts) На обкладинці: Гон, Кіллуа, Курапіко, Леоріо; обличчя Куроро. |

| - 084. «2 вересня. Частина 6» (яп. 9月2日⑥, Kugatsu Futsuka (Roku), англ. September 2st: Part 6) - 085. «3 вересня. Частина 1» (яп. 9月3日①, Kugatsu Mikka (Ichi), англ. September 3st: Part 1) - 086. «3 вересня. Частина 2» (яп. 9月3日②, Kugatsu Mikka (Ni), англ. September 3st: Part 2) - 087. «3 вересня. Частина 3» (яп. 9月3日③, Kugatsu Mikka (San), англ. September 3st: Part 3) - 088. «3 вересня. Частина 4» (яп. 9月3日④, Kugatsu Mikka (Yon), англ. September 3st: Part 4) - 089. «3 вересня. Частина 5» (яп. 9月3日⑤, Kugatsu Mikka (Go), англ. September 3st: Part 5) - 090. «3 вересня. Частина 6» (яп. 9月3日⑥, Kugatsu Mikka (Roku), англ. September 3st: Part 6) - 091. «3 вересня. Частина 7» (яп. 9月3日⑦, Kugatsu Mikka (Nana), англ. September 3st: Part 7) - 092. «3 вересня. Частина 8» (яп. 9月3日⑧, Kugatsu Mikka (Hachi), англ. September 3st: Part 8) - 093. «3 вересня. Частина 9» (яп. 9月3日⑨, Kugatsu Mikka (Kyū), англ. September 3st: Part 9) | Назва тому: «3 вересня» (яп. 9月3日, Kugatsu Mikka, англ. Fakes, Swindles, and the Old Switcheroo) На обкладинці: Портрети Гона, Кіллуа, Курапіко, Леоріо; силует Куроро. |

| - 094. «3 вересня. Частина 10» (яп. 9月3日⑩, Kugatsu Mikka (Jū), англ. September 3st: Part 10) - 095. «3 вересня. Частина 11» (яп. 9月3日⑪, Kugatsu Mikka (Jū Ichi), англ. September 3st: Part 11) - 096. «3 вересня. Частина 12» (яп. 9月3日⑫, Kugatsu Mikka (Jū Ni), англ. September 3st: Part 12) - 097. «3 вересня. Частина 13» (яп. 9月3日⑬, Kugatsu Mikka (Jū San), англ. September 3st: Part 13) - 098. «3 вересня. Частина 14» (яп. 9月3日⑭, Kugatsu Mikka (Jū Yon), англ. September 3st: Part 14) - 099. «3 вересня. Частина 15» (яп. 9月3日⑮, Kugatsu Mikka (Jū Go), англ. September 3st: Part 15) - 100. «3 вересня. Частина 16» (яп. 9月3日⑯, Kugatsu Mikka (Jū Roku), англ. September 3st: Part 16) - 101. «3 вересня. Частина 17» (яп. 9月3日⑰, Kugatsu Mikka (Jū Nana), англ. September 3st: Part 17) - 102. «4 вересня. Частина 1» (яп. 9月4日①, Kugatsu Yokka (Ichi), англ. September 4st: Part 1) - 103. «4 вересня. Частина 2» (яп. 9月4日②, Kugatsu Yokka (Ni), англ. September 4st: Part 2) | Назва тому: «4 вересня» (яп. 9月4日, Kugatsu Yokka, англ. Next Stop: Meteor City--The Junkyard of the World) На обкладинці: Куроро що тримає книгу. |

| - 104. «4 вересня. Частина 3» (яп. 9月4日③, Kugatsu Yokka (San), англ. September 4st: Part 3) - 105. «4 вересня. Частина 4» (яп. 9月4日④, Kugatsu Yokka (Yon), англ. September 4st: Part 4) - 106. «4 вересня. Частина 5» (яп. 9月4日⑤, Kugatsu Yokka (Go), англ. September 4st: Part 5) - 107. «4 вересня. Частина 6» (яп. 9月4日⑥, Kugatsu Yokka (Roku), англ. September 4st: Part 6) - 108. «4 вересня. Частина 7» (яп. 9月4日⑦, Kugatsu Yokka (Nana), англ. September 4st: Part 7) - 109. «4 вересня. Частина 8» (яп. 9月4日⑧, Kugatsu Yokka (Hachi), англ. September 4st: Part 8) - 110. «4 вересня. Частина 9» (яп. 9月4日⑨, Kugatsu Yokka (Kyū), англ. September 4st: Part 9) - 111. «4 вересня. Частина 10» (яп. 9月4日⑩, Kugatsu Yokka (Jū), англ. September 4st: Part 10) - 112. «4 вересня. Частина 11» (яп. 9月4日⑪, Kugatsu Yokka (Jū Ichi), англ. September 4st: Part 11) - 113. «4 вересня. Частина 12» (яп. 9月4日⑫, Kugatsu Yokka (Jū Ni), англ. September 4st: Part 12) - 114. «4 вересня. Частина 13» (яп. 9月4日⑬, Kugatsu Yokka (Jū San), англ. September 4st: Part 13) - 115. «4 вересня. Частина 14» (яп. 9月4日⑭, Kugatsu Yokka (Jū Yon), англ. September 4st: Part 14) | Назва тому: «4 вересня. Частина 2» (яп. 9月4日 その2, Kugatsu Yokka Sono Ni, англ. September 4th: Part 2) На обкладинці: Фантомна трупа, зображених як тібі. |

| - 116. «4 вересня. Частина 15» (яп. 9月4日⑮, Kugatsu Yokka (Jū Go), англ. September 4st: Part 15) - 117. «4 вересня. Частина 16» (яп. 9月4日⑯, Kugatsu Yokka (Jū Roku), англ. September 4st: Part 16) - 118. «4 вересня. Частина 17» (яп. 9月4日⑰, Kugatsu Yokka (Jū Nana), англ. September 4st: Part 17) - 119. «4 вересня. Частина 18» (яп. 9月4日⑱, Kugatsu Yokka (Jū Hachi), англ. September 4st: Part 18) - 120. «6 вересня. Частина 1» (яп. 9月6日①, Kugatsu Muika (Ichi), англ. September 6st: Part 1) - 121. «6 вересня. Частина 2» (яп. 9月6日②, Kugatsu Muika (Ni), англ. September 6st: Part 2) - 122. «6 вересня. Частина 3» (яп. 9月6日③, Kugatsu Muika (San), англ. September 6st: Part 3) - 123. «6 вересня. Частина 4» (яп. 9月6日④, Kugatsu Muika (Yon), англ. September 6st: Part 4) - 124. «7 вересня — 10 вересня. Частина 1» (яп. 9月7日①-9月10日①, Kugatsu Nanoka (Ichi) - Kugatsu Tōka (Ichi), англ. September 7th: Part 1 to September 10th: Part 1) - 125. «10 вересня. Частина 2» (яп. 9月10日②, Kugatsu Tōka (Ni), англ. September 10st: Part 2) - 126. «10 вересня. Частина 3» (яп. 9月10日③, Kugatsu Tōka (San), англ. September 10st: Part 3) - 127. «10 вересня. Частина 4» (яп. 9月10日④, Kugatsu Tōka (Yon), англ. September 01st: Part 4) | Назва тому: «10 вересня» (яп. 9月10日, Kugatsu Tōka, англ. September 10th) На обкладинці: Кіллуа та Гон. |

| - 128. «10 вересня. Частина 5» (яп. 9月10日⑤, Kugatsu Tōka (Go), англ. September 10st: Part 5) - 129. «Місто призів — Антокіба» (яп. 懸賞都市 アントキバ, Kenshō Toshi Antokiba, англ. Antokiba, Town of Prizes) - 130. «Причина запрошення» (яп. 勧誘の理由, Kan'yū no Wake, англ. The Reason for the Recruitment) - 131. «Відповідь» (яп. 回答, Kaitō, англ. The Answer) - 132. «40 видів заклинань» (яп. 40種の呪文, Yon Jū Shu no Superu, англ. The Forty Spells) - 133. «Як захистити себе без заклять» (яп. 呪文以外の防御法, Superu Igai no Gādo Hō, англ. How to Defend Yourself Without Spells) - 134. «Секрет острова» (яп. 島の秘密, Gēmu no Himitsu, англ. The Island's Secret) - 135. «У Масадору! Частина 1» (яп. いざマサドラへ!①, Iza Masadora e! (Ichi), англ. To Masadora! Part 1) - 136. «У Масадору! Частина 1» (яп. いざマサドラへ!②, Iza Masadora e! (Ni), англ. To Masadora! Part 2) - 137. «У Масадору! Частина 1» (яп. いざマサドラへ!③, Iza Masadora e! (San), англ. To Masadora! Part 3) - 138. «У Масадору…?» (яп. いざマサドラへ…?, Iza Masadora e…?, англ. To Masadora…?) - 139. «Ми дійсно йдемо в Масадору?» (яп. ホントにマサドラ行くのか?, Honto ni Masadora Iku no ka?, англ. Are They Really Going to Masadora?) | Назва тому: «Секрет острова» (яп. 島の秘密, Gēmu no Himitsu, англ. The Secret of Greed Island) На обкладинці: Курапіко. |

| - 140. «Прийшли до Масадори, але…» (яп. マサドラには行ったけど, Masadora niwa Itta kedo, англ. They Got to Masadora, But…) - 141. «Уже прийшли до Масадори, тому в наступний раз буде інша назва» (яп. もうマサドラ行ったから次から別の感じのタイトルでいいや, Mō Masadora Itta kara Tsugi kara Betsu no Kanji no Taitoru de Ii Ya, англ. They Went to Masadora Already, So I'll Go With a Different Title Now) - 142. «Диявольський підривник» (яп. 「爆弾魔」, «Bomā», англ. «The Bomber») - 143. «Звук життя» (яп. 「命の音」, «Kauntodaun», англ. «Countdown») - 144. «Визволення» (яп. 「解放」, «Rirīsu», англ. «Release») - 145. 邪拳=ジャンケン!? (яп. Jaken Ikōru Janken!?, англ. Janken) - 146. «Абенгане. Частина 1» (яп. アベンガネ①, Abengane (Ichi), англ. Abengane: Part 1) - 147. «Абенгане. Частина 2» (яп. アベンガネ②, Abengane (Ni), англ. Abengane: Part 2) - 148. «Початок випровування» (яп. 試験開始, Shiken Kaishi, англ. The Exam Begins) - 149. «Зустріч» (яп. 遭遇, Sōgū, англ. Encounter) - 150. «Початок» (яп. 始動, Shidō, англ. Embarkment) - 151. «Прогрес» (яп. 躍進, Yakushin, англ. Progress) | Назва тому: «Прогрес» (яп. 躍進, Yakushin, англ. Progress) На обкладинці: Маленька дівчинка, одягнена як лолі. Можливо, Біскет. |

| - 152. «Контакт» (яп. 接触, Sesshoku, англ. Contact) - 153. «Успіх» (яп. 成功, Seikō, англ. Success) - 154. «Єдиний фронт» (яп. 共同戦線, Kyōdō Sensen, англ. Common Cause) - 155. «Капітан та 14 демонів» (яп. 船長と14人の悪魔, Senchō to Jū Yo Nin no Akuma, англ. The Captain and His 14 Devils) - 156. «Конфронтація. Частина 1» (яп. 対決①, Taiketsu (Ichi), англ. Face-Off: Part 1) - 157. «Конфронтація. Частина 2» (яп. 対決②, Taiketsu (Ni), англ. Face-Off: Part 2) - 158. «Двое подібних +1» (яп. 似た者同士2+1, Nitamono Dōshi no Jijō Purasu Ichi, англ. Two of a Kind +1) - 159. «Айай — місто романтики» (яп. 恋愛都市アイアイ, Ren'ai Toshi Aiai, англ. Aiai, the City of Love) - 160. «Конфронтація. Частина 3» (яп. 対決③, Taiketsu (San), англ. Face-Off: Part 3) - 161. «Конфронтація. Частина 4» (яп. 対決④, Taiketsu (Yon), англ. Face-Off: Part 4) - 162. «Конфронтація. Частина 5» (яп. 対決⑤, Taiketsu (Go), англ. Face-Off: Part 5) - 163. «Конфронтація. Частина 6» (яп. 対決⑥, Taiketsu (Roku), англ. Face-Off: Part 6) | Назва тому: «Конфронтація» (яп. 対決, Taiketsu, англ. Face-Off) На обкладинці: Гон, портрет Рейзора. |

| - 164. «Конфронтація. Частина 7» (яп. 対決⑦, Taiketsu (Nana), англ. Face-Off: Part 7) - 165. «Конфронтація. Частина 8» (яп. 対決⑧, Taiketsu (Hachi), англ. Face-Off: Part 8) - 166. «Конфронтація. Частина 9» (яп. 対決⑨, Taiketsu (Kyū), англ. Face-Off: Part 9) - 167. «Конфронтація. Частина 10» (яп. 対決⑩, Taiketsu (Jū), англ. Face-Off: Part 10) - 168. «Конфронтація. Частина 11» (яп. 対決⑪, Taiketsu (Jū Ichi), англ. Face-Off: Part 11) - 169. «Декларація війни» (яп. 宣戦布告, Sensen Fukoku, англ. Declaration of War) - 170. «Тристороння боротьба. Частина 1» (яп. 三つ巴の攻防, Mitsu Domoe no Kōbō, англ. Three-Way Struggle: Part 1) - 171. «Тристороння боротьба. Частина 2» (яп. 三つ巴の攻防②, Mitsu Domoe no Kōbō (Ni), англ. Three-Way Struggle: Part 2) - 172. «Тристороння боротьба. Частина 3» (яп. 三つ巴の攻防③, Mitsu Domoe no Kōbō (San), англ. Three-Way Struggle: Part 3) - 173. «Тристороння боротьба. Частина 4» (яп. 三つ巴の攻防④, Mitsu Domoe no Kōbō (Yon), англ. Three-Way Struggle: Part 4) - 174. «Тристороння боротьба. Частина 5» (яп. 三つ巴の攻防⑤, Mitsu Domoe no Kōbō (Go), англ. Three-Way Struggle: Part 5) - 175. «Тристороння боротьба. Частина 6» (яп. 三つ巴の攻防⑥, Mitsu Domoe no Kōbō (Roku), англ. Three-Way Struggle: Part 6) | Назва тому: «Тристороння боротьба» (яп. 三つ巴の攻防, Mitsu Domoe no Kōbō, англ. A Fierce Three-Way Struggle) На обкладинці: Кіллуа із псом. |

| - 176. «Тристороння боротьба. Частина 7» (яп. 三つ巴の攻防⑦, Mitsu Domoe no Kōbō (Nana), англ. Three-Way Struggle: Part 7) - 177. «Тристороння боротьба. Частина 8» (яп. 三つ巴の攻防⑧, Mitsu Domoe no Kōbō (Hachi), англ. Three-Way Struggle: Part 8) - 178. «Тристороння боротьба. Частина 9» (яп. 三つ巴の攻防⑨, Mitsu Domoe no Kōbō (Kyū), англ. Three-Way Struggle: Part 9) - 179. «Триходова боротьба. Частина 10» (яп. 三つ巴の攻防⑩, Mitsu Domoe no Kōbō (Jū), англ. Three-Way Struggle: Part 10) - 180. «Тристороння боротьба. Частина 11» (яп. 三つ巴の攻防⑪, Mitsu Domoe no Kōbō (Jū Ichi), англ. Three-Way Struggle: Part 11) - 181. «Тристороння боротьба. Частина 12» (яп. 三つ巴の攻防⑫, Mitsu Domoe no Kōbō (Jū Ni), англ. Three-Way Struggle: Part 12) - 182. «Тристороння боротьба. Частина 13» (яп. 三つ巴の攻防⑬, Mitsu Domoe no Kōbō (Jū San), англ. Three-Way Struggle: Part 13) - 183. «Тристороння боротьба. Частина 14» (яп. 三つ巴の攻防⑭, Mitsu Domoe no Kōbō (Jū Yon), англ. Three-Way Struggle: Part 14) - 184. «Вибір трьох карт» (яп. 3枚の選択, San Mai no Sentaku, англ. The Choice of Three Cards) - 185. «Шанс на зустріч» (яп. 邂逅, Kaikō, англ. Chance Encounter) - 186. «Королева» (яп. 女王, Joō, англ. The Queen) - 187. «Найкраща приманка» (яп. 最高の餌, Saikō no Esa, англ. The Best Fodder) | Назва тому: «Шанс на зустріч» (яп. 邂逅, Kaikō, англ. Chance Encounter) На обкладинці: Курапіко із совою. |

| - 188. «N. G. L.» (яп. NGL, Enu Jī Eru, англ. N.G.L.) - 189. «Проникнення» (яп. 潜入, Sen'nyū, англ. Infiltration) - 190. «Полювання» (яп. 狩り, Hanto, англ. The Hunt) - 191. «Профі» (яп. プロ, Puro, англ. Pros) - 192. «Людина-собака» (яп. 人間犬, Ningen Inu, англ. Human Dog) - 193. «Ножиці» (яп. チョキ, Choki, англ. Scissors) - 194. «Проти підрозділу Хагя. Частина 1» (яп. VSハギャ隊①, Bāsasu Hagya Tai (Ichi), англ. Vs. Hagya's Squad: Part 1) - 195. «Проти підрозділу Хагя. Частина 1» (яп. VSハギャ隊②, Bāsasu Hagya Tai (Ni), англ. Vs. Hagya's Squad: Part 2) - 196. «Проти підрозділу Хагя. Частина 1» (яп. VSハギャ隊③, Bāsasu Hagya Tai (San), англ. Vs. Hagya's Squad: Part 3) - 197. «Проти підрозділу Хагя. Частина 1» (яп. VSハギャ隊④, Bāsasu Hagya Tai (Yon), англ. Vs. Hagya's Squad: Part 4) - 198. «Рейд» (яп. 急襲, Kyūshū, англ. Sudden Attack) - 199. «Світло і тінь» (яп. 光と影, Hikari to Kage, англ. Light and Shadow) | Назва тому: «N. G. L.» (яп. NGL, Enu Jī Eru, англ. N.G.L.) На обкладинці: Леоріо з рибою. |

| - 200. «Умова» (яп. 条件, Jōken, англ. Stipulation) - 201. «Возз'єднання» (яп. 再会, Saikai, англ. Reunion) - 202. «Дуель» (яп. 決闘, Kettō, англ. Duel) - 203. «Джайро» (яп. ジャイロ, Jairo, англ. Gyro) - 204. «Історія Джайро» (яп. ジャイロは, Jairo wa, англ. Gyro's Story) - 205. «Час, що залишився» (яп. 残り時間, Nokori Jikan, англ. Time Remaining) - 206. «Справжня боротьба» (яп. 勝負, Shōbu, англ. A Real Fight) - 207. «Слабкість. Частина 1» (яп. 弱点①, Jakuten (Ichi), англ. Weakness: Part 1) - 208. «Слабкість. Частина 2» (яп. 弱点②, Jakuten (Ni), англ. Weakness: Part 2) - 209. «?» (яп. ?) - 210. «Слабкість. Частина 3» (яп. 弱点③, Jakuten (San), англ. Weakness: Part 2) - 211. «Тоїчі» або «10 % відсотків кожні 10 днів» (яп. トイチ, Toichi) англ. Loan Shark | Назва тому: «Слабкість» (яп. 弱点, Jakuten, англ. Weakness) На обкладинці: Гон, Кіллуа, Курапіко, Леоріо (зображені як тібі) з групою котів. |

| - 212. «Відійшли води» (яп. 破水, Hasui, англ. Water Breaking) - 213. «Народження» (яп. 誕生, Tanjō, англ. Birth) - 214. «Результат» (яп. 決着, Ketchaku, англ. Results) - 215. «Заповіт» (яп. 遺言, Yuigon, англ. Last Words) - 216. «Республіка Східний Горуто» (яп. 東ゴルトー共和国, Higashi Gorutō Kyōwakoku, англ. Republic of East Gorteau) - 217. «М'ясний сад» (яп. 肉樹園, Niku Juen, англ. Meat Orchard) - 218. «Визнання» (яп. 告白, Kokuhaku, англ. Confession) - 219. «Пробудження» (яп. 覚醒, Kakusei, англ. Awakening) - 220. «Возз'єднання. Частина1» (яп. 再会①, Saikai (Ichi), англ. Reunion: Part 1) - 221. «Возз'єднання. Частина2» (яп. 再会②, Saikai (Ni), англ. Reunion: Part 2) - 222. «Возз'єднання. Частина3» (яп. 再会③, Saikai (San), англ. Reunion: Part 3) - 223. «10. Частина 1» (яп. 10-①, Jū (Ichi), англ. 10: Part 1) | Назва тому: «Возз'єднання» (яп. 再会, Saikai, англ. Reunion) На обкладинці: Гон у бойовій готовності. Портрет Рейни. |

| - 224. «10. Частина 2» (яп. 10-②, Jū (Ni), англ. 10: Part 2) - 225. «10. Частина 3» (яп. 10-③, Jū (San), англ. 10: Part 3) - 226. «10. Частина 4» (яп. 10-④, Jū (Yon), англ. 10: Part 4) - 227. «10. Частина 5» (яп. 10-⑤, Jū (Go), англ. 10: Part 5) - 228. «10. Частина 6» (яп. 10-⑥, Jū (Roku), англ. 10: Part 6) - 229. «10. Частина 7» (яп. 10-⑦, Jū (Nana), англ. 10: Part 7) - 230. «9. Частина 1» (яп. 9-①, Kyū (Ichi), англ. 9: Part 1) - 231. «9. Частина 2» (яп. 9-②, Kyū (Ni), англ. 9: Part 2) - 232. «9. Частина 3» (яп. 9-③, Kyū (San), англ. 9: Part 3) - 233. «9. Частина 4» (яп. 9-④, Kyū (Yon), англ. 9: Part 4) - 234. «9. Частина 5» (яп. 9-⑤, Kyū (Go), англ. 9: Part 5) - 235. «8. Частина 1» (яп. 8-①, Hachi (Ichi), англ. 8: Part 1) | Назва тому: «8. Частина 1» (яп. 8-①, Hachi (Ichi), англ. 8: Part 1) На обкладинці: Гон та Кіллуа в готовності бігти. Портрети групи мурах-химер. |

| - 236. «8. Частина 2» (яп. 8-②, Hachi (Ni), англ. 8: Part 2) - 237. «8. Частина 3» (яп. 8-③, Hachi (San), англ. 8: Part 3) - 238. «8. Частина 4» (яп. 8-④, Hachi (Yon), англ. 8: Part 4) - 239. «8. Частина 5» (яп. 8-⑤, Hachi (Go), англ. 8: Part 5) - 240. «8. Частина 6» (яп. 8-⑥, Hachi (Roku), англ. 8: Part 6) - 241. «8. Частина 7» (яп. 8-⑦, Hachi (Nana), англ. 8: Part 7) - 242. «7. Частина 1» (яп. 7-①, Nana (Ichi), англ. 7: Part 1) - 243. «7. Частина 2» (яп. 7-②, Nana (Ni), англ. 7: Part 2) - 244. «6. Частина 1» (яп. 6-①, Roku (Ichi), англ. 6: Part 1) - 245. «6. Частина 2» (яп. 6-②, Roku (Ni), англ. 6: Part 2) - 246. «6. Частина 3» (яп. 6-③, Roku (San), англ. 6: Part 3) - 247. «6. Частина 4» (яп. 6-④, Roku (Yon), англ. 6: Part 4) | Назва тому: «6. Частина 1» (яп. 6-①, Roku (Ichi), англ. 6: Part 1) На обкладинці: Меруем, Неферпіту, Юпи, Шаяпуф (зображені як тібі). |

| - 248. «6. Частина 5» (яп. 6-⑤, Roku (Go), англ. 6: Part 5) - 249. «6. Частина 6» (яп. 6-⑥, Roku (Roku), англ. 6: Part 6) - 250. «6. Частина 7» (яп. 6-⑦, Roku (Nana), англ. 6: Part 7) - 251. «6. Частина 8» (яп. 6-⑧, Roku (Hachi), англ. 6: Part 8) - 252. «6. Частина 9» (яп. 6-⑨, Roku (Kyū), англ. 6: Part 9) - 253. «6. Частина 10» (яп. 6-⑩, Roku (Jū), англ. 6: Part 10) - 254. «6. Частина 11» (яп. 6-⑪, Roku (Jū Ichi), англ. 6: Part 11) - 255. «5 — 2. Частина 1» (яп. 5-①〜2-①, Go (Ichi) - Ni (Ichi), англ. 5: Part 1 to 2: Part 1) - 256. «2: Частина 2» (яп. 2-②, Ni (Ni), англ. 2: Part 2) - 257. «1. Частина 1» (яп. 1-①, Ichi (Ichi), англ. 1: Part 1) - 258. «1. Частина 2» (яп. 1-②, Ichi (Ni), англ. 1: Part 2) - 259. «1. Частина 3» (яп. 1-③, Ichi (San), англ. 1: Part 3) - 260. «1. Частина 4» (яп. 1-④, Ichi (Yon), англ. 1: Part 4) | Назва тому: «1. Частина 4» (яп. 1-④, Ichi (Yon), англ. 1: Part 4) На обкладинці: Меруем. |

| - 261. «Форс-мажор. Частина 1» (яп. 突入①, Totsunyū (Ichi), англ. Charge: Part 1) - 262. «Форс-мажор. Частина 2» (яп. 突入②, Totsunyū (Ni), англ. Charge: Part 2) - 263. «Форс-мажор. Частина 3» (яп. 突入③, Totsunyū (San), англ. Charge: Part 3) - 264. «Форс-мажор. Частина 4» (яп. 突入④, Totsunyū (Yon), англ. Charge: Part 4) - 265. «Форс-мажор. Частина 5» (яп. 突入⑤, Totsunyū (Go), англ. Charge: Part 5) - 266. «Найгірший сценарій» (яп. 『万が一』, «Man ga Ichi», англ. In the Unlikely Event Of…) - 267. «Активація» (яп. 発動, Hatsudō, англ. Activation) - 268. «Король» (яп. 王。, Ō., англ. The King) - 269. «Враження» (яп. 逆境○, Gyakkyō Maru, англ. Adversity Is a Good Thing) - 270. «Зобов'язання» (яп. 貸し, Kashi, англ. Indebted To) | Назва тому: «Форс-мажор» (яп. 突入, Totsunyū, англ. Charge) На обкладинці: Портрет Комугі. |

| - 271. «Поділ» (яп. 分断, Bundan, англ. Separation) - 272. «Прорахунок» (яп. 誤算, Gosan, англ. Error) - 273. «Возз'єднання» (яп. 再会, Saikai, англ. We Meet Again) - 274. «Відповідь» (яп. 解答, Kaidō, англ. Solution) - 275. «Обіцянка» (яп. 約束, Yakusoku, англ. Promise) - 276. «Ракетник» (яп. 卵男, Misairuman, англ. Missileman) - 277. «Образа» (яп. 侮辱, Bujoku, англ. Insult) - 278. «Знищення» (яп. 破壊, Hakai, англ. Destruction) - 279. «Утеча» (яп. 脱出, Dasshutsu, англ. Escape) - 280. «Прямий удар» (яп. 直撃, Chokugeki, англ. Direct Hit) | Назва тому: «Возз'єднання» (яп. 再会, Saikai, англ. We Meet Again) На обкладинці: Портрети Гона, Кайто, Маруема та Неферпіту. |

| - 281. «Божественна швидкість» (яп. 神速, Kanmuru, англ. Godspeed) - 282. «Закрита кімната» (яп. 密室, Misshitsu, англ. Sealed Area) - 283. «Рішучість» (яп. 決心, Kesshin, англ. Determination) - 284. «15 хвилин» (яп. 15分, Jū Go Fun, англ. Fifteen Minutes) - 285. «Клони» (яп. 分身, Bunshin, англ. Doubles) - 286. «Тіло» (яп. 本体, Hontai, англ. Core) - 287. «Нинішня ситуація» (яп. 現状, Genjō, англ. Present State) - 288. «Похвала» (яп. 賞賛, Shōsan, англ. Accolade) - 289. «Умови» (яп. 条件, Jōken, англ. Terms) - 290. «Ім'я» (яп. 名前, Namae, англ. Name) | Назва тому: «Ім'я» (яп. 名前, Namae, англ. Name) На обкладинці: Нетеро. |

| - 291. «Монолог» (яп. 自問, Jimon, англ. Soliloquy) - 292. «Очікування» (яп. 思惑, Omowaku, англ. Hidden Agenda) - 293. «Метаморфоза» (яп. 変貌, Henbō, англ. Metamorphosis) - 294. «Крах» (яп. 決壊, Kekkai, англ. Breakdown) - 295. «Рішення» (яп. 決意, Ketsu, англ. Determination) - 296. «Визнання» (яп. 告白, Kokuhaku, англ. Admission) - 297. «Під кінець» (яп. 最後, Saigo, англ. The Last) - 298. «Троянда» (яп. 薔薇, Bara, англ. Rose) - 299. «Відродження» (яп. 再生, Saisei, англ. Regeneration) - 300. «Обережність» (яп. 保険, Hoken, англ. Insurance) | Назва тому: «Відродження» (яп. 再生, Saisei, англ. Regeneration) На обкладинці: Неферпіту, Юпи та Шаяпуф. |

| - 301. «Спогади» (яп. 記憶, Kioku, англ. Memories) - 302. «Ціль» (яп. 標的, Hyōteki, англ. Target) - 303. «Біль» (яп. 痛み, Itami, англ. Pain) - 304. «Магія» (яп. 魔法, Mahō, англ. Magic) - 305. «Невдача» (яп. 残念, Zannen, англ. Unfortunate) - 306. «Перепочинок» (яп. 安堵, Ando, англ. Relief) - 307. «Утрата» (яп. 喪失, Sōshitsu, англ. Loss) - 308. «Осяяння» (яп. 閃光, Senkō, англ. Flash) - 309. «Змагання» (яп. 勝負, Shōbu, англ. Match) - 310. «Старт» (яп. 始動, Shidō, англ. Start) | Назва тому: «Спогади» (яп. 記憶, Kioku, англ. Memory) На обкладинці: Нетеро. |

| - 311. «Крайній термін» (яп. 期限, Kigen, англ. Deadline) - 312. «Зухвалість» (яп. 覚悟, Kakugo, англ. Resolve) - 313. «Одне слово» (яп. 一言, Hitokoto, англ. One Word) - 314. «Переконання» (яп. 説得, Settoku, англ. Persuasion) - 315. «Повернення додому» (яп. 帰郷, Kikyō, англ. Home) - 316. «Справжнє ім'я» (яп. 本名, Honmyō, англ. Real Name) - 317. «Відповідь» (яп. 返答, Hentō, англ. Answer) - 318. «Заповіт» (яп. 遺言, Yuigon, англ. Final Will) - 319. «Жеребкування» (яп. 抽選, Chūsen, англ. Lotteries) - 320. «Голосування» (яп. 投票, Tōhyō, англ. Voting) | Назва тому: «Відповідь» (яп. 返答, Hentō, англ. Answer) На обкладинці: 12 членів «Зодіак», повернуті спиною. |

| - 321. «Монстр» (яп. 怪者, Kemono, англ. Monster) - 322. «Брати і сестри» (яп. 兄妹, Kyōdai, англ. Siblings) - 323. «Прохання» (яп. 依頼, Irai, англ. Job Offer) - 324. «Дворецький» (яп. 執事, Shitsuji, англ. Butler) - 325. «Участь у війні» (яп. 参戦, Sansen, англ. Joining the Fray) - 326. «Воювати» (яп. 開戦, Kaisen, англ. Open Hostilities) - 327. «Головоломка» (яп. 謎々, Nazonazo, англ. Riddle) - 328. «Пошук» (яп. 手配, Tehai, англ. Arrangements) - 329. «Шпигун» (яп. 密偵, Mittei, англ. Spy) - 330. «Визнання» (яп. 告白, Kokuhaku, англ. Confession) | Назва тому: «Участь у війні» (яп. 参戦, Sansen, англ. Joining the Fray) На обкладинці: Кіллуа та Аллука (зображені як тібі). |

| - 331. «Десятий день» (яп. X日, Ekkusu Dē, англ. Day of Reckoning) - 332. «Аплодисменти» (яп. 喝采, Kassai, англ. Applause) - 333. «Гуркіт» (яп. 鳴動, Meidō, англ. Rumble) - 334. «Розгром» (яп. 完敗, Kanpai, англ. Total Defeat) - 335. «Рішення» (яп. 決定, Kettei, англ. Decision) - 336. «Відмова» (яп. 解除, Kaijo, англ. Release) - 337. «Сповідь» (яп. 懺悔, Zange, англ. Repentance) - 338. «На дереві» (яп. 樹上, Jujō, англ. Atop a Tree) - 339. «Тиша» (яп. 静寂, Seijaku, англ. Stillness) - 340. «Спеціальна місія» (яп. 特命, Tokumei, англ. Special Mission) | Назва тому: «Розгром» (яп. 完敗, Kanpai, англ. Crushing Defeat) На обкладинці: Джин Фрікс. |

| - 341. «Біда» (яп. 厄災, Yakusai, англ. Threats) - 342. «Об'ява» (яп. 布告, Fukoku, англ. Challenge) - 343. «Запрошення» (яп. 勧誘, Kan'yū, англ. Invitation) - 344. «Автор» (яп. 著者, Chosha, англ. Author) - 345. «Підписання» (яп. 署名, Shomei, англ. Signature) - 346. «Вибір» (яп. 選択, Sentaku, англ. Options) - 347. «Інавгурація» (яп. 就任, Shūnin, англ. Inauguration) - 348. «Зухвалість» (яп. 覚悟, Kakugo, англ. Resolve) - 349. «Токсичність» (яп. 蠱毒, Kodoku, англ. Worm Toxin) - 350. «Принц» (яп. 王子, Ōji, англ. Princen) | Назва тому: «Біда» (яп. 厄災, Yakusai, англ. Threats) На обкладинці: Курапіко. |

| - 351. «Смертельна битва» (яп. 死闘, Shitō, англ. Battle to the Death) - 352. «Клопіт» (яп. 厄介, Yakkai, англ. Troublesome) - 353. «Холоднокровний» (яп. 冷徹, Reitetsu, англ. Cold-Blooded) - 354. «Голова» (яп. 頭部, Tōbu, англ. Head) - 355. «Підірвати» (яп. 爆破, Bakuha, англ. Detonation) - 356. «Невдача. Частина 1» (яп. 残念①, Zannen (Ichi), англ. Unfortunate: Part 1) - 357. «Невдача. Частина 2» (яп. 残念②, Zannen (Ni), англ. Unfortunate: Part 2) - 358. «Напередодні» (яп. 前夜, Zen'ya, англ. Eve) - 359. «Відплиття» (яп. 出航, Shukkō, англ. Departure) - 360. «Паразит» (яп. 寄生, Kisei, англ. Parasite) | Назва тому: «Смертельна битва» (яп. 死闘, Shitō, англ. Battle to the Death) На обкладинці: Куроро та Хісока. |

| - 361. «Відкликання» (яп. 辞退, Jitaii, англ. Withdraw) - 362. «Рішення» (яп. 決意, Ketsuii, англ. Determination) - 363. «Нен звіра» (яп. 念獣, Nen-jūi, англ. Nen Beasts) - 364. «Очікування» (яп. 思惑, Omowakui, англ. Speculation) - 365. «Вибір» (яп. 選択, Sentaku, англ. Choice) | - 366. «Кожний» (яп. 其々, Sorezorei, англ. Everyone) - 367. «Синхронізація» (яп. 同期, Dōkii, англ. Synchronization) - 368. «Злочин» (яп. 凶行, Kyōkōi, англ. Foul Play) - 369. «Ліміт» (яп. 限界, Genkaii, англ. Limits) - 370. "Спостереження" (яп. 観察, Kansatsu, англ. Observation) |

| - 371. "Місія" (яп. 任務, Ninmu, англ. Mission) - 372. "Зникнення" (яп. 消失, Shōshitsu, англ. Disappearance) - 373. "Спадкування" (яп. 継承, Keishō, англ. Inheritance) - 374. "Здатність" (яп. 能力, Nōryoku, англ. Ability) - 375. "Переконання" (яп. 説得, Settoku, англ. Persuasion) | - 376. "Рішучість" (яп. 決意, Ketsui, англ. Determination) - 377. "Схема" (яп. 画策, Kakusaku, англ. Scheme) - 378. "Баланс" (яп. 均衡（バランス）, Baransu, англ. Balance) - 379. "Співпраця" (яп. 共闘（コラボ）, Korabo, англ. Collaboration) - 380. "Тривога" (яп. 警報, Keihō, англ. Alarm) |

| - 381. "Хижацтво" (яп. 捕食, Hoshoku, англ. Predation) - 382. "Пробудження" (яп. 覚醒, Kakusei, англ. Awakening) - 383. "Втеча" (яп. 脱出, Dasshutsu, англ. Escape) - 384. "Війна" (яп. 抗争, Kōsō, англ. War) - 385. "Попередження" (яп. 警告, Keikoku, англ. Warning) | - 386. "Гіпотеза" (яп. 仮説, Kasetsu, англ. Hypothesis) - 387. "Відтворення" (яп. 再現, Saigen, англ. Recreation) - 388. "Роздуми" (яп. 思案, Shian, англ. Reflection) - 389. "Прокляття" (яп. 呪詛, Juso, англ. Curse) - 390. "Зіткнення: Частина 1" (яп. 衝突①, Shōtotsu (Ichi), англ. Clash: Part 1) |

| - 391. "Зіткнення: Частина 2" (яп. 衝突②, Shōtotsu (Ni), англ. Clash: Part 2) - 392. "Інформація" (яп. 情報, Jōhō, англ. Information) - 393. "Благання" (яп. 懇願, Kongan, англ. Plea) - 394. "Гіпотеза" (яп. 想定, Sōtei, англ. Hypothesis) - 395. "Заснування: Частина 1" (яп. 結成①, Kessei (Ichi), англ. Founding: Part 1) | - 396. "Заснування: Частина 2" (яп. 結成②, Kessei (Ni), англ. Founding: Part 2) - 397. "Заснування: Частина 3" (яп. 結成③, Kessei (San), англ. Founding: Part 3) - 398. "Пошук" (яп. 探索, Tansaku, англ. Search) - 399. "Вигнання" (яп. 退去, Taikyo, англ. Expulsion) - 400. "Таємність" (яп. 秘匿, Hitoku, англ. Secrecy) |

## Розділи, що ще не увійшли у танкобон
- 401. "Місячне сяйво" (яп. 月光, Gekkō, англ. Moonlight)
- 402. "Лист" (яп. 手紙, Tegami, англ. Letter)
- 403. "Результати" (яп. 成果, Seika, англ. Results)
- 404. "Спекуляції" (яп. 思惑, Omowaku, англ. Speculation)
- 405. "Вистава" (яп. 芝居, Shibai, англ. Performance)
- 406. "Регалії" (яп. 神器, Jingi, англ. Regalia)
- 407. "Перемовини" (яп. 交渉, Kōshō, англ. Negotiation)
- 408. "Перемовини: частина 2" (яп. 交渉②, Kōshō (Ni), англ. Negotiation: Part 2)
- 409. "Перемовини: частина 3" (яп. 交渉③, Kōshō (San), англ. Negotiation: Part 3)
- 410. "Перемовини: частина 4" (яп. 交渉④, Kōshō (Yon), англ. Negotiation: Part 4)